# Rouleina livida
Rouleina livida is een straalvinnige vissensoort uit de familie van gladkopvissen (Alepocephalidae). De wetenschappelijke naam van de soort is voor het eerst geldig gepubliceerd in 1906 door Brauer.